# Shawn Chambers
Shawn Randall Chambers (Sterling Heights, Michigan, 1966. október 11. –) amerikai profi jégkorongozó, kétszeres Stanley-kupa győztes.

## Karrier
Komolyabb karrierjét a University of Alaska-Fairbanksen kezdte 1985–1986-ban és a következő szezon egy részét is itt játszotta. Az 1987-es NHL Supplemental Drafton a Minnesota North Stars választotta ki. 1986–1987-ben még játszott a Western Hockey League-es Seattle Thunderbirdsben és az IHL-es Fort Wayne Kometsben. A következő szezonban bemutatkozott a National Hockey League-ben a North Starsban és emellett még szerepelt az IHL-es Kalamazoo Wingsben. 1987–1991 között a Minnesota North Starsban játszott egy kis megszakítással amikor is a leküldték három mérkőzésre a Kalamazoo Wingsbe. 1990–1992 között nagyon keveset játszott, mert egy súlyos térdsérülése volt. 1991–1992-ben öt mérkőzést játszott az American Hockey League-es Baltimore Skipjacksben és mindössze kettőt a Washington Capitalsban. 1992–1993-ban az AHL-es Atlanta Knightshoz került, majd 1992–1995 között a Tampa Bay Lightning játékosa volt. 1995–1997 között a New Jersey Devils játékosa lett és 1995-ben tagja volt Stanley-kupa győztes csapatnak. 1997–1999 között a Dallas Stars csapat tagja volt és velük is sikerült újból Stanley-kupát nyerni 1999-ben. Az 1999–2000-es szezonban mindössze négy mérkőzésen lépett jégre, mert ismét súlyos térdsérülést szenvedett el az egyik bajnoki mérkőzésen. Ezután bejelentette a visszavonulását.

## Nemzetközi szereplés
Első nemzetközi nagy tornája az 1994-es jégkorong-világbajnokság volt, ahol a csapat a bronzmérkőzésen 7–2-re kikapott a svédektől. Legnagyobb sikere az 1996-os jégkorong-világkupa győzelem volt.